# تیم اور
تیم اور (انگلیسی: Tim Orr؛ زادهٔ ۱۹۶۸) فیلم‌بردار اهل ایالات متحده آمریکا است.

## فیلم‌شناسی
- جرج واشینگتن
- قاصدک
- پاین‌اپل اکسپرس
- منهتن کوچک
- فرشتگان برفی
- مشاهده و گزارش
- والاحضرت
- جستجوی دوستی برای آخرالزمان
- درگیر عشق
- جو
- ز مثل زکریا
- منگلهورن
- بحران برند ماست